# 버거스 방정식

가우스 초기 조건 에서 시작하는 버거스 방정식의 해.

의 초기 조건에서 시작하는 버거스 방정식의 N파 유형 해.

버거스 방정식(Burgers' equation) 또는 베이트먼-버거스 방정식은 다양한 응용수학 분야, 예를 들어 유체역학, 비선형 음향학, 기체 역학 및 교통 흐름에서 나타나는 근본적인 편미분 방정식 및 대류-확산 방정식이다. 이 방정식은 1915년 해리 베이트먼에 의해 처음 소개되었고 나중에 1948년 얀 버거스에 의해 연구되었다. 주어진 필드 {\displaystyle u(x,t)}와 확산 계수 (또는 원래 유체 역학적 문맥에서처럼 동점성 계수) {\displaystyle \nu }에 대해 1차원 공간에서 버거스 방정식의 일반 형태 (점성 버거스 방정식으로도 알려져 있음)는 다음과 같은 소산 시스템이다.
{\displaystyle {\frac {\partial u}{\partial t}}+u{\frac {\partial u}{\partial x}}=\nu {\frac {\partial ^{2}u}{\partial x^{2}}}.}
항 {\displaystyle u\partial u/\partial x}는 {\displaystyle \partial (u^{2}/2)/\partial x}로도 다시 쓸 수 있다. 확산 항이 없을 때 (즉, {\displaystyle \nu =0}), 버거스 방정식은 비점성 버거스 방정식이 된다.
{\displaystyle {\frac {\partial u}{\partial t}}+u{\frac {\partial u}{\partial x}}=0,}
이것은 보존 방정식의 원형으로서 불연속성 ( 충격파 )을 발생시킬 수 있다.
{\displaystyle \nu }의 작은 값에서 날카로운 경사가 형성되는 이유는 방정식의 좌변을 검토할 때 직관적으로 명확해진다. 항 {\displaystyle \partial /\partial t+u\partial /\partial x}는 명백히 속도 {\displaystyle u}로 양의 {\displaystyle x} 방향으로 전파되는 파동을 설명하는 파동 연산자이다. 파동 속도는 {\displaystyle u}이므로, {\displaystyle u}의 큰 값을 나타내는 영역은 {\displaystyle u}의 작은 값을 나타내는 영역보다 더 빨리 오른쪽으로 전파될 것이다. 다시 말해, {\displaystyle u}가 처음에 {\displaystyle x} 방향으로 감소하면 뒤쪽에 있는 더 큰 {\displaystyle u}는 앞쪽에 있는 더 작은 {\displaystyle u}를 따라잡을 것이다. 우변의 확산 항의 역할은 본질적으로 경사가 무한대가 되는 것을 막는 것이다.

## 비점성 버거스 방정식
비점성 버거스 방정식은 보존 방정식이며, 더 일반적으로 1차 준선형 쌍곡 방정식이다. 이 방정식의 해와 초기 조건
{\displaystyle {\frac {\partial u}{\partial t}}+u{\frac {\partial u}{\partial x}}=0,\quad u(x,0)=f(x)}
은 특성곡선법에 의해 구성될 수 있다. {\displaystyle t}를 {\displaystyle x}-{\displaystyle t} 평면에서 주어진 특성을 특징짓는 매개변수라고 하자. 그러면 특성 방정식은 다음과 같다.
{\displaystyle {\frac {dx}{dt}}=u,\quad {\frac {du}{dt}}=0.}
두 번째 방정식을 적분하면 특성을 따라 {\displaystyle u}가 일정하다는 것을 알 수 있으며, 첫 번째 방정식을 적분하면 특성이 직선이라는 것을 알 수 있다.
{\displaystyle u=c,\quad x=ut+\xi }
여기서 {\displaystyle \xi }는 특성 곡선이 그려지는 x축 ({\displaystyle t} = 0)의 x-t 평면상의 점 (또는 매개변수)이다. {\displaystyle u}는 x축에서 초기 조건으로부터 알려져 있으며, 각 점 {\displaystyle x=\xi }에서 출발하는 특성을 따라 이동할 때 {\displaystyle u}가 변하지 않는다는 사실 때문에 각 특성에서 {\displaystyle u=c=f(\xi )}로 쓴다. 따라서 {\displaystyle \xi }에 의해 매개변수화된 특성 궤적의 패밀리는 다음과 같다.
{\displaystyle x=f(\xi )t+\xi .}
따라서 해는 다음과 같다.
{\displaystyle u(x,t)=f(\xi )=f(x-ut),\quad \xi =x-f(\xi )t.}
이것은 특성이 교차하지 않는 한 비점성 버거스 방정식의 해를 결정하는 암묵적인 관계이다. 특성이 교차하면 PDE에 대한 고전적인 해는 존재하지 않으며 충격파가 형성된다. 특성이 교차할 수 있는지 여부는 초기 조건에 따라 달라진다. 실제로 충격파가 형성되기 전의 파괴 시간은 다음과 같다.
{\displaystyle t_{b}={\frac {-1}{\inf _{x}\left(f^{\prime }(x)\right)}}.}

### 비점성 버거스 방정식의 완전 적분
위에서 설명된 임의 함수 {\displaystyle f}를 포함하는 암묵적인 해는 일반 적분이라고 한다. 그러나 비점성 버거스 방정식은 1차 편미분 방정식이므로 두 개의 임의 상수 (두 개의 독립 변수에 대해)를 포함하는 완전 적분도 갖는다. 수브라마니안 찬드라세카르는 1943년에 완전 적분을 제공했으며, 이는 다음과 같다.
{\displaystyle u(x,t)={\frac {ax+b}{at+1}}.}
여기서 {\displaystyle a}와 {\displaystyle b}는 임의 상수이다. 완전 적분은 선형 초기 조건, 즉 {\displaystyle f(x)=ax+b}를 만족한다. 위의 완전 적분을 사용하여 일반 적분도 구성할 수 있다.

## 점성 버거스 방정식
점성 버거스 방정식은 콜-홉프 변환에 의해 선형 방정식으로 변환될 수 있다.
{\displaystyle u(x,t)=-2\nu {\frac {\partial }{\partial x}}\ln \varphi (x,t),}
이는 방정식을 다음으로 바꾼다.
{\displaystyle 2\nu {\frac {\partial }{\partial x}}\left[{\frac {1}{\varphi }}\left({\frac {\partial \varphi }{\partial t}}-\nu {\frac {\partial ^{2}\varphi }{\partial x^{2}}}\right)\right]=0,}
이는 {\displaystyle x}에 대해 적분하여 다음을 얻을 수 있다.
{\displaystyle {\frac {\partial \varphi }{\partial t}}-\nu {\frac {\partial ^{2}\varphi }{\partial x^{2}}}=\varphi {\frac {df(t)}{dt}},}
여기서 {\displaystyle df/dt}는 시간의 임의 함수이다. 변환 {\displaystyle \varphi \to \varphi e^{f}} (이는 함수 {\displaystyle u(x,t)}에 영향을 미치지 않음)를 도입하면 요구되는 방정식은 열 방정식으로 축소된다.
{\displaystyle {\frac {\partial \varphi }{\partial t}}=\nu {\frac {\partial ^{2}\varphi }{\partial x^{2}}}.}
확산 방정식은 풀 수 있다. 즉, {\displaystyle \varphi (x,0)=\varphi _{0}(x)}이면 다음과 같다.
{\displaystyle \varphi (x,t)={\frac {1}{\sqrt {4\pi \nu t}}}\int _{-\infty }^{\infty }\varphi _{0}(x')\exp \left[-{\frac {(x-x')^{2}}{4\nu t}}\right]dx'.}
초기 함수 {\displaystyle \varphi _{0}(x)}는 초기 함수 {\displaystyle u(x,0)=f(x)}와 다음과 같이 관련된다.
{\displaystyle \ln \varphi _{0}(x)=-{\frac {1}{2\nu }}\int _{0}^{x}f(x')dx',}
여기서 하한은 임의로 선택된다. 콜-홉프 변환을 역변환하면 다음과 같다.
{\displaystyle u(x,t)=-2\nu {\frac {\partial }{\partial x}}\ln \left\{{\frac {1}{\sqrt {4\pi \nu t}}}\int _{-\infty }^{\infty }\exp \left[-{\frac {(x-x')^{2}}{4\nu t}}-{\frac {1}{2\nu }}\int _{0}^{x'}f(x)dx\right]dx'\right\}}
이는 로그의 인자에서 시간에 따라 변하는 앞에 붙는 인자를 제거함으로써 간단해진다.
{\displaystyle u(x,t)=-2\nu {\frac {\partial }{\partial x}}\ln \left\{\int _{-\infty }^{\infty }\exp \left[-{\frac {(x-x')^{2}}{4\nu t}}-{\frac {1}{2\nu }}\int _{0}^{x'}f(x)dx\right]dx'\right\}.}
이 해는 {\displaystyle x\to \pm \infty }에서 0으로 감소하는 {\displaystyle \varphi }의 열 방정식 해로부터 파생되었다. {\displaystyle u}에 대한 다른 해는 다른 경계 조건을 만족하는 {\displaystyle \varphi }의 해로부터 얻을 수 있다.

## 점성 버거스 방정식의 몇 가지 명시적 해
점성 버거스 방정식의 명시적 표현이 가능하다. 물리적으로 관련된 몇 가지 해는 다음과 같다.

### 꾸준히 전파되는 이동 파동
만약 {\displaystyle u(x,0)=f(x)}가 {\displaystyle f(-\infty )=f^{+}}와 {\displaystyle f(+\infty )=f^{-}}를 만족하고 {\displaystyle f'(x)<0}이라면, (일정한 속도 {\displaystyle c=(f^{+}+f^{-})/2}를 가진) 이동 파동 해는 다음과 같다.
{\displaystyle u(x,t)=c-{\frac {f^{+}-f^{-}}{2}}\tanh \left[{\frac {f^{+}-f^{-}}{4\nu }}(x-ct)\right].}
1915년 해리 베이트먼에 의해 원래 도출된 이 해는 약한 충격파를 가로지르는 압력 변화를 설명하는 데 사용된다. {\displaystyle f^{+}=2}이고 {\displaystyle f^{-}=0}일 때, 이는 다음과 같이 간단해진다.
{\displaystyle u(x,t)={\frac {2}{1+e^{\frac {x-t}{\nu }}}}}
{\displaystyle c=1}이다.

### 초기 조건으로 델타 함수
만약 {\displaystyle u(x,0)=2\nu Re\delta (x)}이고, {\displaystyle Re} (레이놀즈 수라고 하자)가 상수이면 다음과 같다.
{\displaystyle u(x,t)={\sqrt {\frac {\nu }{\pi t}}}\left[{\frac {(e^{Re}-1)e^{-x^{2}/4\nu t}}{1+(e^{Re}-1)\mathrm {erfc} (x/{\sqrt {4\nu t}})/2}}\right].}
{\displaystyle Re\to 0} 극한에서, 극한 거동은 소스의 확산 확산이며 따라서 다음과 같다.
{\displaystyle u(x,t)={\frac {2\nu Re}{\sqrt {4\pi \nu t}}}\exp \left(-{\frac {x^{2}}{4\nu t}}\right).}
반면에, {\displaystyle Re\to \infty } 극한에서, 해는 앞서 언급된 수브라마니안 찬드라세카르의 비점성 버거스 방정식 충격파 해에 접근하며 다음과 같다.
{\displaystyle u(x,t)={\begin{cases}{\frac {x}{t}},\quad 0<x<{\sqrt {2\nu Re\,t}},\\0,\quad {\text{otherwise}}.\end{cases}}}
충격파 위치와 그 속도는 각각 {\displaystyle x={\sqrt {2\nu Re\,t}}} 및 {\displaystyle {\sqrt {\nu Re/t}}}에 의해 주어진다.

### N파 해
N파 해는 압축파 뒤에 희석파가 오는 것으로 구성된다. 이러한 유형의 해는 다음과 같다.
{\displaystyle u(x,t)={\frac {x}{t}}\left[1+{\frac {1}{e^{Re_{0}-1}}}{\sqrt {\frac {t}{t_{0}}}}\exp \left(-{\frac {Re(t)x^{2}}{4\nu Re_{0}t}}\right)\right]^{-1}}
여기서 {\displaystyle Re_{0}}는 시간 {\displaystyle t=t_{0}}에서의 초기 레이놀즈 수로 간주될 수 있으며, {\displaystyle Re(t)=(1/2\nu )\int _{0}^{\infty }udx=\ln(1+{\sqrt {\tau /t}})} (여기서 {\displaystyle \tau =t_{0}{\sqrt {e^{Re_{0}}-1}}})는 시간에 따라 변하는 레이놀즈 수로 간주될 수 있다.

## 다른 형태

### 다차원 버거스 방정식
2차원 이상에서 버거스 방정식은 다음과 같다.
{\displaystyle {\frac {\partial u}{\partial t}}+u\cdot \nabla u=\nu \nabla ^{2}u.}
벡터 필드 {\displaystyle \mathbf {u} }에 대해 방정식을 확장할 수도 있다.
{\displaystyle {\frac {\partial \mathbf {u} }{\partial t}}+\mathbf {u} \cdot \nabla \mathbf {u} =\nu \nabla ^{2}\mathbf {u} .}

### 일반화된 버거스 방정식
일반화된 버거스 방정식은 준선형 대류 항을 더 일반화된 형태로 확장한다.
{\displaystyle {\frac {\partial u}{\partial t}}+c(u){\frac {\partial u}{\partial x}}=\nu {\frac {\partial ^{2}u}{\partial x^{2}}}.}
여기서 {\displaystyle c(u)}는 u에 대한 임의의 함수이다. 비점성 {\displaystyle \nu =0} 방정식은 {\displaystyle c(u)>0}일 때 여전히 준선형 쌍곡 방정식이며 그 해는 이전처럼 특성곡선법을 사용하여 구성할 수 있다.

### 확률 버거스 방정식
공간-시간 노이즈 {\displaystyle \eta (x,t)={\dot {W}}(x,t)} (여기서 {\displaystyle W}는 {\displaystyle L^{2}(\mathbb {R} )} 위너 확률 과정)가 추가되면 확률 버거스 방정식이 형성된다.
{\displaystyle {\frac {\partial u}{\partial t}}+u{\frac {\partial u}{\partial x}}=\nu {\frac {\partial ^{2}u}{\partial x^{2}}}-\lambda {\frac {\partial \eta }{\partial x}}.}
이 확률 편미분 방정식은 {\displaystyle u(x,t)=-\lambda \partial h/\partial x}를 대입했을 때 필드 {\displaystyle h(x,t)}에서 카르다르-파리시-장 방정식의 1차원 버전이다.

## 같이 보기
- 차플리긴 방정식
- 보존 방정식
- 오일러-트리코미 방정식
- 포커르-플랑크 방정식
- KdV-버거스 방정식